# Малиновщина (Минская область)
Малиновщина (бел. Маліно́ўшчына) — деревня в Молодечненском районе Минской области Беларуси. В составе Лебедевского сельсовета. Население — 282 человека (2009).

## География
Малиновщина находится в 4 км к северо-западу от центра сельсовета, агрогородка Лебедево и в 13 км к западу от райцентра, города Молодечно. Местность принадлежит бассейну Немана, через деревню протекает ручей, впадающий в реку Годея, приток Уши. С запада и востока к Малиновщине примыкают деревни Кучки и Лобачевка. Километром южнее деревни проходит автодорога Р65 (Молодечно — Сморгонь), с ней Малиновщина соединена местной дорогой. Прочие дороги ведут в сторону Лебедево и Марково.

## История
До XVIII века имение Малиновщина входило в состав Лебедевских владений князей Гольшанских, затем принадлежало Радзивиллам. В 1702 году имение перешло к роду Свенторжецких после того, как его приобрёл Клеменс Свенторжецкий и принадлежало им до 1939 года.
В результате второго раздела Речи Посполитой (1793) Малиновщина оказалась в составе Российской империи.
В середине XIX века начинает формироваться дворянская усадьба. Юстина Свенторжецкая заложила пейзажный парк, было выстроено здание усадьбы, а также создана часовня-усыпальница. Сын Юстины Михаил, участник восстания 1863 года расширил усадьбу, основал при ней фабрики по производству крахмала и дрожжей. Внук Юстины Болеслав расширил к 1913 году пейзажный парк до 10 га.
В результате Рижского мирного договора 1921 года Малиновщина вошла в состав межвоенной Польши, последним владельцем имения был Зигмунт Свенторжецкий. C 1939 года — в составе БССР.
До 10 июня 1965 года деревня входила в состав Марковского сельсовета.

## Население

### Численность
- 2009 год — 282 жителей

### Динамика
- 1999 год — 319 жителей
- 2009 год — 282 жителей

## Экономика
Около деревни расположен ликёро-водочный завод «Аквадив», один из крупнейших в стране. Завод является одним из крупнейших налогоплательщиков Минской области (2,5% всех налоговых поступлений).

## Достопримечательности
- Дворцово-парковый ансамбль Свенторжецких[5][6] —  Историко-культурная ценность Республики Беларусь, шифр 613Г000679. Памятник усадебно-парковой архитектуры эклектики. Комплекс включал усадьбу, административное здание, парк, обелиск, часовню-усыпальницу, бровар. 
  - Бывшая усадьба Свенторжецких[7][8] (вторая половина XIX века).
  - Часовня-усыпальница Свенторжецких.
  - Флигель.
  - Обелиск на могиле М. Свенторжецкого (1912).
  - Фрагменты парка.

Расположены по ул. Центральная, 16 (инв. № 630/С-56577), ул. Центральная, 22 (инв. № 630/С-75070).

## Галерея

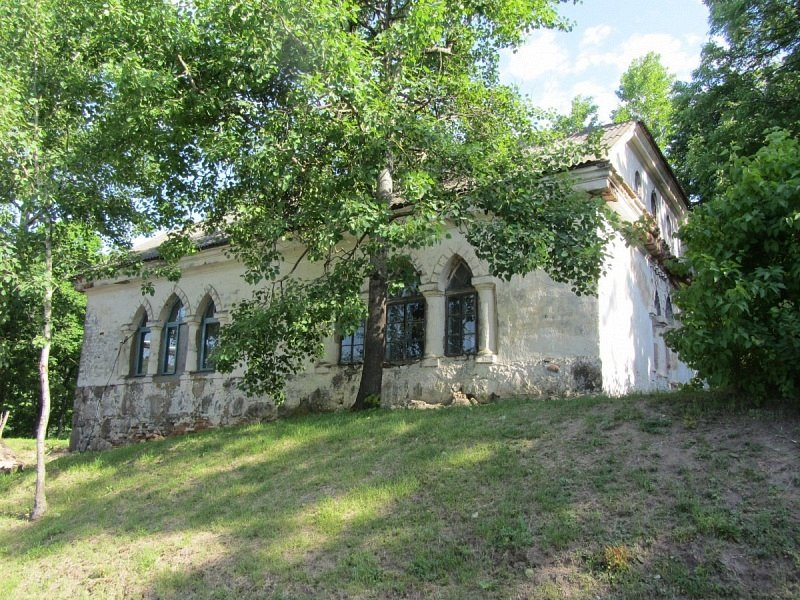
Панорама
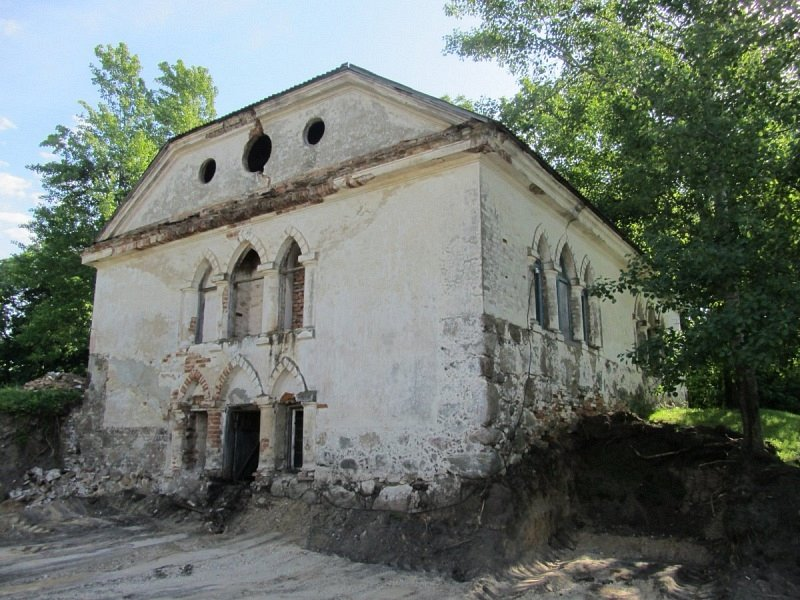
Флигель
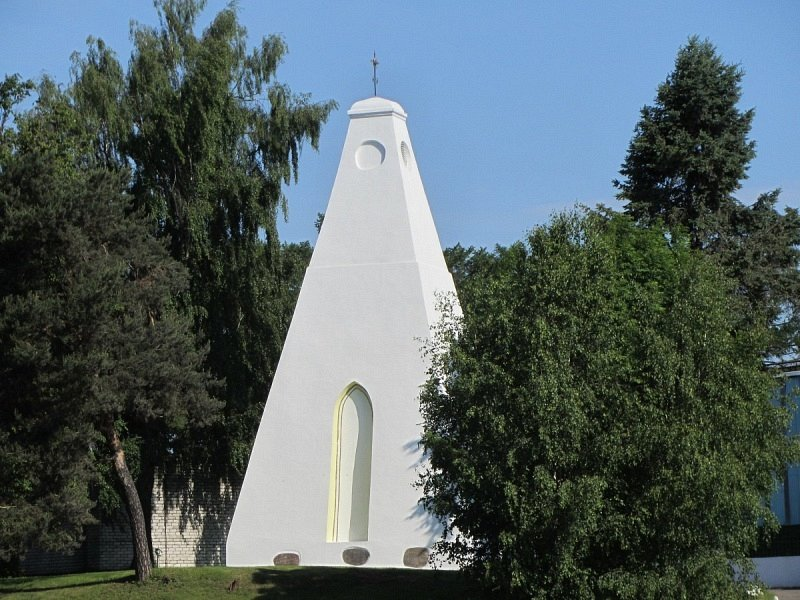
Часовня-усыпальница Свенторжецких
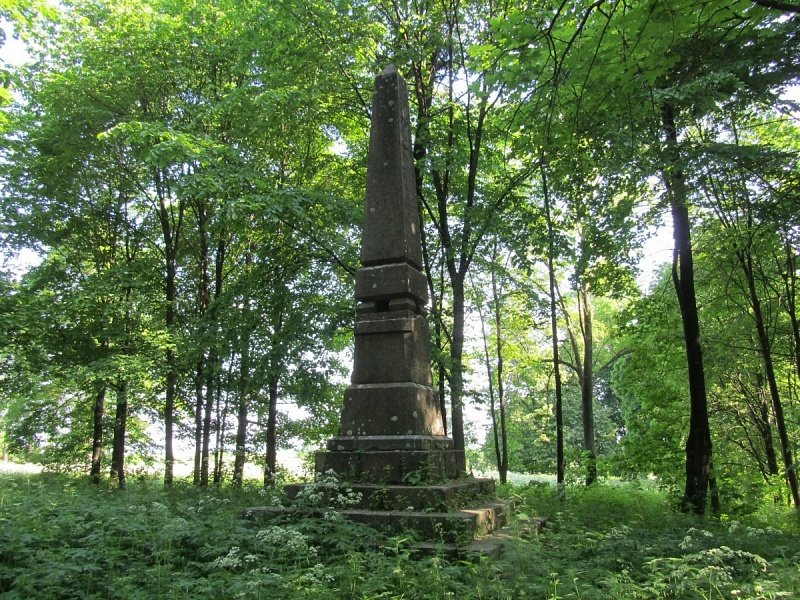
Обелиск на могиле М. Свенторжецкого

## Известные лица
- Трипутько, Юзеф (1910—1983) — шведский языковед-славист.